# Rolf Danneberg
Rolf Danneberg (* 1. března 1953 Hamburk) je bývalý západoněmecký reprezentant, který zvítězil v hodu diskem na Letních olympijských hrách 1984 v Los Angeles a na Letních olympijských hrách 1988 v Soulu získal bronzovou medaili.

## Život
Rolf Danneberg pracoval jako učitel a vedle toho se věnoval také hodu diskem. Jeho výkonnostní vývoj byl velmi pomalý. Hranici 60 m v hodu diskem překonal až v roce 1978, a to mu bylo už 25 let. Teprve roku 1980 se Rolf Danneberg poprvé stal západoněmeckým mistrem v hodu diskem. Po ukončení sportovní kariéry se věnuje trenérské práci. Rolf Danneberg měří 198 cm a v době sportovní kariéry vážil okolo 120 kg.

## Sportovní úspěchy
Na Mistrovství Evropy v atletice 1982, což byla jeho první významná mezinárodní soutěž, se neprobojoval do finále. Největší mezinárodní úspěch přišel v roce 1984, když ve věku 31 let neočekávaně získal zlatou medaili na Letních olympijských hrách 1984 v Los Angeles. Jeho finálová série výkonů byla: 64,74 m – neplatný pokus – 63,64 m – 66,60 m – neplatný pokus – 66,22 m. Američtí soupeři ve finále John Powell a Mac Wilkins měli osobní rekordy lepší než 70 m. Na olympiádě ale Mac Wilkins hodil pouze 66,30 m a získal stříbrnou medaili. John Powell hodil 65,46 m a vybojoval bronzovou medaili. Tehdejší československý reprezentant Imrich Bugár měl v roce 1984 osobní rekord 70,26 m. Olympiády se však nemohl zúčastnit, protože Československo spolu s některými dalšími státy olympiádu bojkotovalo.
Mistrovství Evropy v atletice 1986 ve Stuttgartu mu přineslo jen jedenácté místo ve finále slabým výkonem 61,60 m.
Na Mistrovství světa v atletice 1987 v Římě Rolfu Dannebergovi těsně unikla medaile. Hodem 65,96 m vybojoval čtvrté místo. Letní olympijské hry 1988 v Soulu pro něj znamenaly sice vítězství v kvalifikaci výkonem 65,70 m, ale jen třetí místo a bronzovou medaili ve finále za výkon 67,38 m. Zvítězil tehdejší východoněmecký reprezentant Jürgen Schult (68,82 m). Stříbrnou medaili získal reprezentant bývalého Sovětského svazu Romas Ubartas (67,48 m). Na Mistrovství Evropy v atletice 1990 ve Splitu Rolf Danneberg hodil 63,08 m a získal šesté místo ve finále.

## Postavení vesvětových tabulkách
Co se týče délky hodů, osobní rekord Rolfa Danneberga 67,60 m, není nijak výrazným výkonem. Řada jeho tehdejších soupeřů měla mnohem lepší osobní rekordy, často okolo hranice 70 m. Nejlepší postavení ve světových tabulkách výkonů v hodu diskem měl Rolf Danneberg v roce 1987, kdy byl osmý.
| Pozice | Atlet           | Výkon   | Datum       | Místo          |
| ------ | --------------- | ------- | ----------- | -------------- |
| 1.     | Jürgen Schult   | 69,52 m | 11.06. 1987 | Neubrandenburg |
| 2.     | Mike Buncic     | 68,98 m | 20.06. 1987 | Stanford       |
| 3.     | Stefan Fernholm | 68,30 m | 15.07. 1987 | Västerås       |
| 4.     | Luis Delís      | 67,92 m | 04.06. 1987 | Madrid         |
| 5.     | Alwin Wagner    | 67,80 m | 01.07. 1987 | Melsungen      |
| 8.     | Rolf Danneberg  | 67,60 m | 30.05. 1987 | Berlín         |

## Shrnutí výsledků
Kromě dvou olympijských medailí nezískal na vrcholných světových či evropských soutěžích Rolf Danneberg žádnou medaili, i když na Mistrovství světa v atletice 1987 v Římě k tomu neměl daleko. Celkem třikrát se stal západoněmeckým mistrem v hodu diskem.
| Rok  | Akce     | Místo       | Disciplína | Pozice | Výkon   |
| ---- | -------- | ----------- | ---------- | ------ | ------- |
| 1984 | LOH 1984 | Los Angeles | Hod diskem | 1.     | 66,60 m |
| 1986 | ME 1986  | Stuttgart   | Hod diskem | 11.    | 61,60 m |
| 1987 | MS 1987  | Řím         | Hod diskem | 4.     | 65,96 m |
| 1988 | LOH 1988 | Soul        | Hod diskem | 3.     | 67,38 m |
| 1990 | ME 1990  | Split       | Hod diskem | 6.     | 63,08 m |